# Хоэнболлентин
Хоэнболлентин (нем. Hohenbollentin) — община в Германии, в земле Мекленбург-Передняя Померания.
Входит в состав района Деммин. Подчиняется управлению Деммин-Ланд.  Население составляет 128 человек (на 31 декабря 2010 года). Занимает площадь 6,30 км².